# Canon de 105 mle 1913 Schneider
Die Kanone Canon de 105 mle 1913 Schneider war eine mittlere weittragende Kanone der französischen Artillerie im Ersten und Zweiten Weltkrieg.

## Geschichte
Zu Beginn des Ersten Weltkrieges hatten die Mächte der Entente ein Übergewicht an leichter Artillerie, während das deutsche Heer eine starke Überlegenheit an mittlerer und schwerer Steilfeuer-Artillerie besaß. Bei der Ausstattung mit weit tragenden Kanonen bestand annähernd ein Gleichgewicht, da die Englischen Expeditionsstreitkräfte über 31 moderne 127 mm Kanonen verfügten, die den deutschen Kanonen der Kaliber 105 mm und 150 mm ebenbürtig waren. Der Bau von weittragenden Kanonen in Frankreich wurde hingegen erst spät begonnen, so dass die französische Artillerie ab September 1914 lediglich über zwölf mle 1913 in drei Versuchsbatterien verfügte. Erst im Verlauf des Krieges konnte ein Übergewicht an Geschützen mit großer Schussweite durch die Produktion von über 1300 Kanonen mle 1913 erreicht werden. In Deutschland konnten im Kriegsverlauf lediglich 916 weittragende 105 mm Kanonen hergestellt werden. Zu Kriegsanfang musste das französische Heer jedoch die Canon de 120 mm L modèle 1878 behelfsmäßig für den Feldeinsatz umrüsten – insgesamt 286 Geschütze –, um das Feuer der leichten Feldkanonen auf große Distanzen zu ergänzen. Nur durch die Erstarrung der Fronten im Stellungskrieg waren diese vollkommen veralteten Geschütze ohne Rohrrücklauf noch bis Kriegsende verwendbar. Die mle 1913 gilt dagegen als eine hervorragende Kanone und einer der besten Entwürfe der Firma Schneider et Cie. überhaupt.
Bereits vor dem Ersten Weltkrieg wurde von Schneider ein Prototyp nach Russland geliefert, wo die Produktion in den Sankt Petersburger Putilow-Werken als „42 Linien (107 cm) Schnellfeuerkanone 1910“ aufgenommen wurde. Im Krieg wurden auch Einheiten des Amerikanischen Expeditionsheeres mit Geschützen vom Typ mle 1913 ausgestattet. Nach dem Krieg kauften viele europäische Länder die Kanone und benannten sie entsprechend um:
- Belgien (Canon de 105 mle 1913 Schneider (L13S))
- Italien (Cannone da 105/28)
- Jugoslawien (105 mm M 13)
- Polen (armata wz. 13)

In Polen und Italien wurde die Kanone auch in Lizenz gebaut. Diese Länder waren gerade mit dem Aufbau oder Wiederaufbau ihrer Armeen beschäftigt. Frankreich nutzte die mle 1913 auch 1940 noch als Hauptmuster seiner Artillerie. Etwa 1000 mle 1913 waren zu diesem Zeitpunkt im Bestand der Armee.

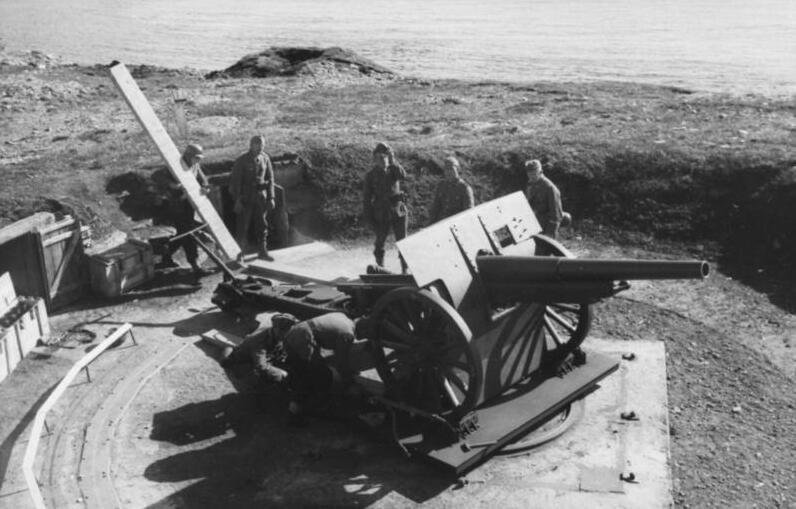
Eine 10,5-cm-Kanone 331 (f) der Marineartillerieabteilung 514 auf dem Rypklubben, einer Anhöhe bei Hammerfest

Alle diese Geschütze erbeutete die Wehrmacht nach Beginn des Zweiten Weltkrieges und setzte sie hauptsächlich zur Küstenverteidigung am Atlantikwall oder zur Ausbildung ein. Sie erhielten folgende deutsche Bezeichnungen.
- 10,5-cm-Kanone 13(p) (ehemals polnisch)
- 10,5-cm-Kanone 331 (f) (ehemals französisch)
- 10,5-cm-Kanone 332 (f) (ehemals französisch)
- 10,5-cm-Kanone 333 (b) (ehemals belgisch)

## Technik

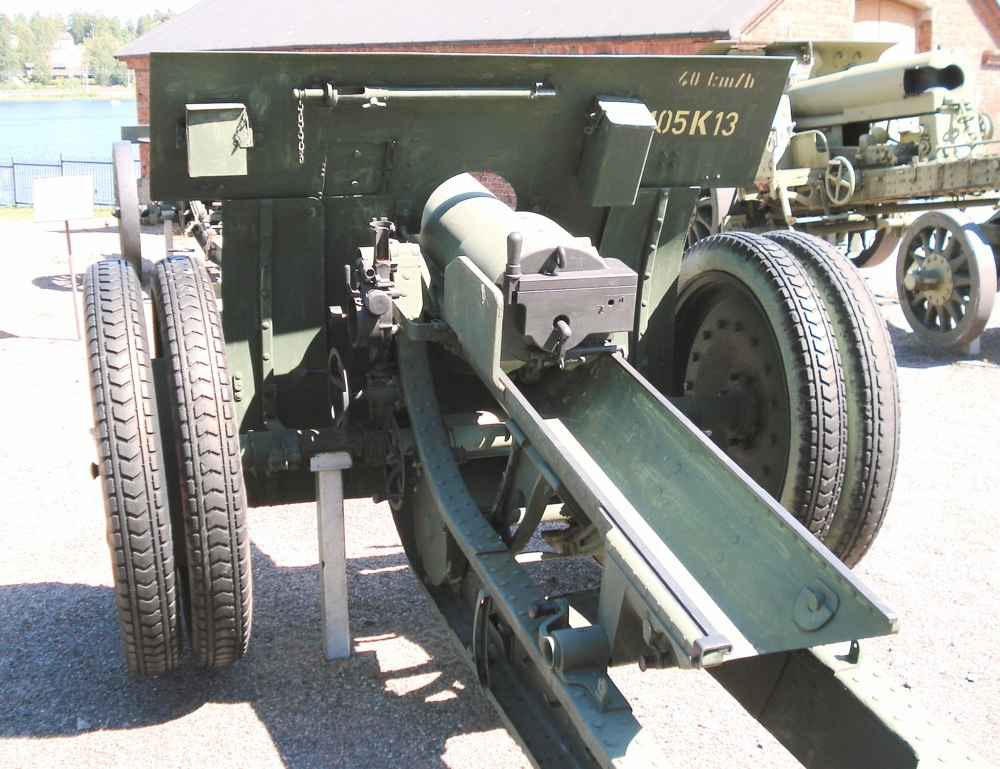
Rückansicht der mle 1913

Das Geschütz wies einige wichtige Neuerungen auf. Hier ist zum einen der Verschluss zu nennen, der im Prinzip gleich funktioniert wie der Système de Bange-Verschluss jedoch eine deutliche Weiterentwicklung darstellt. Der Verschluss besteht aus einem drehbar gelagerten Zylinder, welcher über ein segmentiertes Schraubengewinde verfügt, ein Muttergewinde in gleicher Bauart in der Rohrseele, einen Schwenk/Drehmechanismus sowie den Schlagbolzen. Das Block und das Seelengewinde sind in 90° Abständen segmentiert und ausgespart um das Einschwenken zu ermöglichen und durch eine 1/6 Drehung den Verschluss gasdicht zu verschließen. Die Neuerung des Schneiderverschlusses war hier, dass das verriegeln/entriegeln, die Drehbewegung des Zylinders als auch das aus-/einschwenken des Verschlusses nur noch durch bewegen des Bedienhebels stattfand. Dies erhöhte die Schussfolge des Geschützes, da der Ladevorgang erheblich vereinfacht wurde. Ein weiterer Vorteil des Verschlusses ist die Gasdichtheit, die den Einsatz von Kartuschen anstatt Hülsenmunition erlaubte. Ebenso wurde ein Schnellentriegelungsmechanismus angebaut, der es erlaubte, Rohr und Wiege rasch zu trennen, um so die Waffe auf zwei Wagen einfacher transportieren zu können. Ebenso neu entwickelt war das Rohrrücklaufsystem aus voneinander unabhängiger Rohrbremse und Vorholer. Das System arbeitete hydropneumatisch.